# ۲۶۵ (میلادی)
۲۶۵ (میلادی) دویست و شصت و پنجمین سال تقویم میلادی است.

## درگذشتگان
‎